# Ямада Ісудзу
Ісу́дзу Яма́да (яп. 山田五十鈴, Ямада Ісудзу); (5 лютого 1917, Осака, Японія — 9 липня 2012, Інаґі, Японія) — японська акторка театру та кіно. Перша з жінок-акторок, нагороджених японським Орденом Культури (2000).

## Біографія
Ісудзу Ямада народилася 5 лютого 1917 в Осаці в бідній сім'ї. Батько, Кусуо Ямада, був актором; мати, Ріцу — гейшею. Під впливом матері з шести років почала вивчати традиційне мистецтво пісні й танцю. У кіно дебютувала в 1930 році на студії «Ніккацу». Незабаром стала однією з провідних акторок студії, проте популярність та визнання критики прийшли до неї з виходом фільмів Кендзі Мідзогуті «Осакська елегія» та «Гіонські сестри», знятих на новій студії «Дайїті ейга». Перейшовши на студію «Тохо», знялася в декількох фільмах з Кадзуо Хасегавою («Цурухаті і Цурудзіро» Мікіо Нарусе, «Людина, що зникла учора» Масахіро Макіно), що зробили її провідною акторкою.
Ісудзу Ямада працювала з багатьма видатними японськими режисерами, серед яких — Ясудзіро Одзу, Сіро Тоеда, Тейноске Кінугаса. За межами Японії вона найбільше відома за головними ролями у фільмах Акіри Куросави — «На дні», «Замок інтриг», «Охоронець». В цілому акторка виконала понад 120 ролей в кіно.
З середини 1950-х Ямада працювала переважно в театрі та на телебаченні.
Ісудзу Ямада була одружена чотири рази. Перший її чоловік — актор Ітіро Цукіта, другий — продюсер Кадзуо Такімура, третій — актор Йосі Като, четвертий — актор Цутому Сімомото. Її дочка від Цукіти — акторка Мітіко Сага (1934—1992).

## Фільмографія (вибіркова)
| Рік  | Назва українською                          | Оригінальна назва                                                    | Режисер                     | Роль                         |
| ---- | ------------------------------------------ | -------------------------------------------------------------------- | --------------------------- | ---------------------------- |
| 1932 | Незрівнянний патріот                       | 国士無双, Kokushi musō                                               | Мансаку Ітамі               | Ояе                          |
| 1934 | Перевал любові і ненависті                 | 愛憎峠, Aizo toge                                                    | Кендзі Мідзогуті            | Оута                         |
| 1935 | Падіння Осен                               | 折鶴お千, Orizuru Osen                                               | Кендзі Мідзогуті            | Осен                         |
| 1935 | Діва Оюкі                                  | Maria no Oyuki                                                       | Кендзі Мідзогуті            | Оюкі                         |
| 1936 | Осакская елегія                            | 浪華悲歌, Naniwa erejii                                              | Кендзі Мідзогуті            | Аяко Мурай                   |
| 1936 | Гіонські сестри                            | 祇園の姉妹, Gion no shimai                                           | Кендзі Мідзогуті            | Омотя                        |
| 1936 | 48-й товариш                               | Shijû-hachi-nin me                                                   | Дайске Іто                  | Осіно                        |
| 1938 | Цурухаті і Цурудзіро                       | 鶴八鶴次郎, Tsuruhachi Tsurujirō                                     | Мікіо Нарусе                | Цурудзіро                    |
| 1939 | Тюсінгура: Частина перша                   | 忠臣蔵, Chûshingura: Zenpen                                          | Кадзіро Ямамото             | О-Кару                       |
| 1940 | Принцеса-змія                              | Hebihime-sama                                                        | Тейноске Кінугаса           | Осіма                        |
| 1941 | Людина, що зникла вчора                    | 昨日消えた男, Kinō kieta otoko                                       | Масахіро Макіно             | Котомі                       |
| 1941 | Шанхайський місяць                         | 上海の月, Shanhai no tsuki                                           | Мікіо Нарусе                | Цзин Люсі                    |
| 1941 | Битва під Каванакадзимою                   | Kawanakajima kassen                                                  | Тейноске Кінугаса           | Осіно                        |
| 1942 | Мусасібо Бенкей                            | 西塔の武蔵坊弁慶, Musashibo Benkei                                   | Куніо Ватанабе              | Косікібу                     |
| 1943 | Пісенний ліхтар                            | 歌行燈, Uta-andon                                                    | Мікіо Нарусе                | О-Соде                       |
| 1944 | Шлях драми                                 | 芝居道, Shibaido                                                     | Мікіо Нарусе                |                              |
| 1945 | Знаменитий меч Бідземару                   | 名刀美女丸, Meito bijomaru                                           | Кендзі Мідзогуті            | Сасае Онода                  |
| 1946 | Пан на ніч                                 | 或る夜の殿様, Aru yo no tonosama                                     | Тейноске Кінугаса           |                              |
| 1947 | Акторка                                    | Joyu                                                                 | Тейноске Кінугаса           |                              |
| 1947 | Тисяча й одна ніч з Тохо                   | 東宝千一夜, Tôhô sen'ichi-ya                                         | Кон Ітікава                 |                              |
| 1950 | Майстер меча                               | Tateshi danpei                                                       | Масахіро Макіно             |                              |
| 1951 | Море феєрверків                            | 海の花火, Umi no hanabi                                              | Тейноске Кінугаса           | Каору Уодзумі                |
| 1951 | П'ятеро з Едо                              | Oedo go-nin otoko                                                    | Дайске Іто                  | Окане, дружина Тебея         |
| 1951 | Прекрасне життя сім'ї                      | 我が家は楽し, Waga ya wa tanoshi                                     | Нобору Накамура             | Наміко, дружина Косаку       |
| 1952 | Буревій в горах Хаконе                     | 箱根風雲録, Hakone fuunroku                                          | Сацуо Ямамото               | дружина Томоно Йоемона       |
| 1952 | Сучасна людина                             | 現代人, Gendai-jin                                                   | Мінору Сібуя                |                              |
| 1953 | Мініатюра                                  | 縮図, Shukuzu                                                        | Кането Сіндо                | Таміко                       |
| 1953 | Хіросіма                                   | 広島市, Hiroshima                                                    | Хідео Секігава              |                              |
| 1954 | Тягар кохання                              | 愛のお荷物, Ai no onimotsu                                           | Юдзо Кавасіма               |                              |
| 1954 | Три любові                                 | 三つの愛, Mittsu no ai                                               | Масакі Кобаясі              |                              |
| 1954 | Мільярдер                                  | Okuman choja                                                         | Кон Ітікава                 | Ханакума                     |
| 1955 | Коли кохаєш                                | 太陽のない街, Aisureba koso (епізод 3)                               | Сацуо Ямамото               | Яеко                         |
| 1955 | Однолітки                                  | たけくらべ, Takekurabe                                               | Хейноске Госьо              |                              |
| 1956 | Бронзовий Христос                          | 青銅の基督, Seidō no Kirisuto                                        | Мінору Сібуя                |                              |
| 1956 | За течією                                  | 流れる, Nagareru                                                     | Мікіо Нарусе                | Оцута                        |
| 1956 | Статуя матері і дитини                     | 母子像, Boshizō                                                      | Кійосі Саекі                | Юкіко Ідзумі                 |
| 1956 | Кішка, дві жінки і чоловік                 | 猫と庄造と二人のをんな, Neko to Shōzō to futari no onna              | Сіро Тойода                 | перша жінка                  |
| 1957 | Замок інтриг                               | 蜘蛛巣城, Kumonosu-jō                                                | Акіра Куросава              | Асадзі Васідзу (леді Макбет) |
| 1957 | Чорна річка                                | 黒い河, Kuroi kawa                                                   | Масакі Кобаясі              |                              |
| 1957 | Токійські сутінки                          | 東京暮色, Tōkyō boshoku                                              | Ясудзіро Одзу               | Кісако Сома                  |
| 1957 | На дні                                     | どん底, Donzoko                                                      | Акіра Куросава              | Осугі (Василіса)             |
| 1957 | Самурай                                    | Samurai Nippon                                                       | Тацуо Осоне                 |                              |
| 1957 | Околиця                                    | Shitamachi                                                           | Ясукі Тіба                  |                              |
| 1958 | Закляття прихованого золота                | Nemuri Kyôshirô burai hikae: Maken jigoku                            | Масаюкі Каванісі            | Тідзуїн                      |
| 1958 | Хлопчик і три матері                       | Haha sannin                                                          | Сейдзі Хісамацу             | Нацу, названа мати           |
| 1958 | Сезон відьми                               | 悪女の季節, Akujo no kisetsu                                         | Мінору Сібуя                | Таеко Сугавара               |
| 1960 | Син багатіїв                               | Bonchi                                                               | Кон Ітікава                 | Сей                          |
| 1960 | Нічний потік                               | Yoru no nagare                                                       | Мікіо Нарусе, Юдзо Кавасіма |                              |
| 1961 | Сорокопут                                  | もず, Mozu                                                           | Мінору Сібуя                |                              |
| 1961 | Оповідь про замок Осаки                    | Ôsaka-jô monogatari                                                  | Хіросі Інагакі              | Йодогамі                     |
| 1961 | Охоронець                                  | 用心棒, Yōjinbō                                                      | Акіра Куросава              | Орін                         |
| 1961 | Будда                                      | Shaka                                                                | Кендзі Місумі               | Калідева                     |
| 1962 | Велика стіна                               | Shin shikôtei                                                        | Сігео Танака                | вдова-імператриця            |
| 1964 | Тіло                                       | Ratai                                                                | Масасіге Нарусава           | власниця секс-клубу          |
| 1978 | Змова клану Ягю                            | 柳生一族の陰謀, Yagu ichizoku no inbo                                | Кіндзі Фукасаку             | Оеє, мати                    |
| 1982 | Підозра                                    | Giwaku                                                               | Йосітаро Номура             | Токіе Хоріуті                |
| 1987 | Вірна смерть! Чудовиська в особняку Брауна | 必殺! ブラウン館の怪物たち, Hissatsu! Buraun-yakata no kaibutsutachi | Дзео Хіросе                 | Оріку                        |

## Визнання
| Нагороди та номінації Ісудзу Ямади | Нагороди та номінації Ісудзу Ямади | Нагороди та номінації Ісудзу Ямади    | Нагороди та номінації Ісудзу Ямади |
| Рік                                | Категорія                          | Фільм                                 | Результат                          |
| ---------------------------------- | ---------------------------------- | ------------------------------------- | ---------------------------------- |
| Премія «Блакитна стрічка»          |                                    |                                       |                                    |
| 1953                               | Найкраща акторка                   | Буревій в горах Хаконе Сучасна людина | Перемога                           |
| 1956                               | Найкращий акторка другого плану    | Однолітки                             | Номінація                          |
| 1957                               | Найкраща акторка                   | За течією Кішка, дві жінки і чоловік  | Перемога                           |
| Премія «Майніті»                   |                                    |                                       |                                    |
| 1953                               | Найкраща акторка                   | Сучасна людина Буревій в горах Хаконе | Перемога                           |
| 1957                               | Найкраща акторка                   | Кішка, дві жінки і чоловік За течією  | Перемога                           |
| Премія Kinema Junpo                |                                    |                                       |                                    |
| 1957                               | Найкраща акторка                   | За течією Кішка, дві жінки і чоловік  | Перемога                           |
| 1958                               | Найкраща акторка                   | Замок інтриг На дні Околиця           | Перемога                           |
| Премія Японської академії          |                                    |                                       |                                    |
| 1995                               | Премія за життєві досягнення       | Премія за життєві досягнення          | Перемога                           |
| 2001                               | Премія за життєві досягнення       | Премія за життєві досягнення          | Перемога                           |